# 羽室満
羽室 満（はむろ みつる、1963年3月4日 - ）は、日本の男性俳優、声優、ナレーター。東京都出身。身長174cm、体重62kg、血液型はB型。以前はヴィーヴに所属していた。
デビューのきっかけは、NHK教育（教育番組）のオーディションに合格。理科教室小学校4年生（NHKテレビ）でデビューした。

## 出演

### テレビドラマ
- 風の刑事・東京発!　第9話（1995年12月13日、テレビ朝日）
- はみだし刑事情熱系（テレビ朝日）
  - はみだし刑事情熱系　PART2第13話（1998年1月14日）
  - はみだし刑事情熱系　PART3第2話（1998年10月14日）
  - はみだし刑事情熱系　PART4第9話（1999年12月1日）
  - はみだし刑事情熱系　PART5第4話（2000年10月25日）
  - はみだし刑事情熱系　PART8最終章　第2話（2004年4月21日）
- 土曜ワイド劇場　西村京太郎トラベルミステリー（テレビ朝日）
  - 高山本線殺人事件（2003年3月29日）
  - 特急 「スーパー北斗1号」 殺人事件（2005年4月23日）
  - みちのく殺意の旅（2007年5月26日）
  - 伊豆の海に消えた女（2010年10月2日）
  - 生死を分ける転車台（2011年7月23日）
  - 山形新幹線・つばさ129号の女!（2012年11月3日） - 土田貢
  - 長野新幹線〜飯山線 湯けむり殺人ルート!（2015年1月10日）
- 土曜ワイド劇場　鉄道捜査官（テレビ朝日）
  - 津和野トンネル殺人!（2003年9月27日、テレビ朝日）
  - 大井川SL急行、密室展望車の殺意!（2006年5月13日、テレビ朝日）
  - わたらせ渓谷鉄道、死を呼ぶ片道切符!（2009年5月30日、テレビ朝日）
  - 死体は遠い改札口を目指す!?線路途中に“終着駅”（2010年4月10日、テレビ朝日） - 中井慶輔
- はぐれ刑事純情派　第18シリーズ第4話（2005年5月11日、テレビ朝日）
- 土曜ワイド劇場 さくら署の女たち（2006年9月9日、テレビ朝日） - 小沢正継 役
- 土曜ワイド劇場 棟居刑事シリーズ　棟居刑事の青春の雲海（2008年11月8日、テレビ朝日）
- 港古志郎警視　第4話（2011年2月6日、BSフジ）

### 映画
- あぶない刑事リターンズ（1996年9月14日、監督：村川透、東映）

### 舞台
- 冬の陽炎
- 新撰組

### ナレーション
テレビ番組
- NHK教育　NHK高校講座　物理（2005年4月 - 2008年9月）
- 桂雀々の大判小判がじゃくじゃく（トゥエルビ）

テレビCM
- NTTドコモ　※2001年
- ポルシェジャパン
- ヤマハリゾート
- Am/pm

ラジオCM
- 東京建物

### テレビ番組
- 理科教室小学校4年生（1985年度 - 1986年度、NHK教育） - お兄さん（ムロさん）
- ハッピーMusic（2010年4月2日 - 2013年3月29日、日本テレビ）「物語のある歌」 - 店員
- 郷愁の街角ラーメン（2018年3月6日 - 、BS-TBS）※回によってはナレーションのみの出演

### ゲーム
- ラストハルマゲドン　※PCエンジン版
- 天外魔境II 卍MARU（名無しの十八番）
  - 天外魔境II MANJI MARU　※PCエンジン版1992年3月26日
  - 天外魔境II MANJI MARU　※NGC版2003年9月25日
  - 天外魔境II MANJI MARU　※PS2版2003年10月2日
  - 天外魔境II MANJI MARU　※NDS版2006年3月9日
  - 天外魔境II MANJI MARU　※ゲームアーカイブス（PSP・PS3）配信版2011年3月17日
  - 天外魔境コレクション　※PSP版2008年7月31日